# GSC9458-1484
GSC9458-1484 — хімічно пекулярна зоря спектрального класу A0, що має видиму зоряну величину в смузі V приблизно 10,4.

## Пекулярний хімічний склад
Зоряна атмосфера GSC9458-1484 має підвищений вміст 
Si
.